# Heinrich Zernin
Heinrich Julius Richard Zernin (geboren am 23. November 1868 in Darmstadt; gestorben am 17. November 1951 ebenda) war ein deutscher Maler und Grafiker.

## Leben
Zernin war Sohn des Buchhändlers und Militärschriftstellers Gebhard August Eduard Zernin (1830–1914), der in der Neckarstraße 9 eine Verlagsbuchhandlung führte, und dessen Frau Nathalie (geborene Kaup). Er besuchte zunächst ein Gymnasium in Darmstadt und erhielt privaten Zeichenunterricht durch den Tiermaler August Fritz (1843–1895). Später wurde er, gemeinsam mit seinem Vetter Leo Kayser, Schüler an der Großherzoglichen Zeichenschule im Museum. Hier war er einer der letzten Schüler des Malers Heinrich Hoffmann (1824–1911) und ein Schüler der Maler Heinrich Reinhard Kröh und Ludwig von Hofmann-Zeitz. Im Jahr 1895 reiste er nach Fiesole, wo er den Schweizer Maler Arnold Böcklin aufsuchte. Ab 1913 lebte er in Eberstadt und leitete seit 1920 den Darmstädter Ortsverein der Allgemeinen Deutschen Kunstgenossenschaft und war Mitglied im Deutschen Künstlerbund. Er war in Berlin, München und Darmstadt tätig, fertigte Landschaftsbildnisse mit Architektur und Stillleben in Aquarell und Öl. Zudem veröffentlichte er mehrere Folgen von Radierungen und Steindrucken und verfasste Künstlerbiografien für das Allgemeine Lexikon der Bildenden Künstler von der Antike bis zur Gegenwart.
1942 erhielt er gemeinsam mit dem Komponisten Paul Zoll den Kulturpreis der Stadt Darmstadt. 1949 wurde in Darmstadt-Eberstadt eine Straße nach ihm benannt.

## Werke (Auswahl)
- 1913: Taunushöhe im Schnee mit Weiher.
- 1915: Teufelsklaue auf dem Herrgottsberg.
- 1930: Nachwinter am Steckhorn.
- Winterabend am Gehabornes.